# Abraxas unisinuata
Abraxas unisinuata är en fjärilsart som beskrevs av W. Warren 1896. Abraxas unisinuata ingår i släktet Abraxas och familjen mätare. Inga underarter finns listade i Catalogue of Life.